# Magiczne oko (film)
Magiczne oko (tytuł oryginalny: Syri magjik, inny tytuł Magic Eye) – albańsko-niemiecki film fabularny z roku 2005 w reżyserii Kujtima Çashku. Kujtim Çashku był także współautorem scenariusza.

## Opis fabuły
Akcja filmu rozgrywa się w czasie albańskiej rewolucji piramidowej w 1997 roku, kiedy przez ulice Albanii przetacza się fala zamieszek. Emerytowany fotograf i filmowiec Petro jedzie ze swojej rodzinnej Gjirokastry do Tirany, aby wyjaśnić sprawę incydentu, którego był świadkiem. Filmując swoją kamerą wydarzenia w rodzinnym mieście uwiecznia scenę, w której starszy mężczyzna zabija swoją wnuczkę (karabinem wręczonym mu przez dziennikarzy telewizyjnych), a następnie popełnia samobójstwo. Relacja z tego incydentu zostaje pokazana w telewizji w zmanipulowanej wersji. W drodze do Tirany ku swojemu zaskoczeniu Petro korzysta z samochodu, którym jedzie kamerzysta Berti, który nagrywał feralny materiał i jego dziewczyna. Petro zdaje sobie sprawę, że jego życie jest w niebezpieczeństwie. Kiedy próbuje zaprezentować swój film publicznie dowiaduje się, że został skradziony. Od tej pory jest on jedynym świadkiem zajścia, a prasa przedstawia całkiem inną wersję wydarzeń.
Film został wyróżniony nagrodą krytyków filmowych na 29 Międzynarodowym Festiwalu Filmowym w Kairze. Został też wyróżniony nagrodą CEI na 18 Festiwalu Filmowym w Trieście i Brązową Palmą na Festiwalu Filmów Śródziemnomorskich w Walencji.
Film kręcono w Gjirokastrze i w Tiranie.

## Obsada
- Bujar Lako jako Petro
- Arta Dobroshi jako Viola
- Alban Ukaj jako Berti
- Timo Flloko jako Nika
- Mirjana Deti jako Leonora
- Ele Bardha jako Afrim
- Luan Bexheti jako Ben

## Nagrody i wyróżnienia
- 2005: Międzynarodowy Festiwal Filmowy w Kairze
  - nagroda dla najlepszego filmu
  - nagroda dla najlepszego aktora (Bujar Lako)
  - najlepszy scenariusz
  - nagroda FIPRESCI
  - nagroda Srebrnej Piramidy

- 2006: Festiwal Filmu Śródziemnomorskiego w Walencji
  - nagroda Brązowej Palmy
  - najlepsze zdjęcia
  - najlepsza muzyka